# Хальм, Антон
Антон Хальм (нем. Anton Halm; 5 июня 1789, Вис, Штирия — 6 апреля 1872, Вена) — австрийский композитор.
Сын хозяина местной гостиницы. В 1808—1811 годах служил в австрийской армии, затем частным образом учился игре на фортепиано, в 1813—15 годах был домашним учителем музыки в дворянской семье в Венгрии. В 1815 году перебрался в Вену и вошёл в столичный музыкальный круг. Собственные композиции Хальма включали преимущественно фортепианные пьесы и другую камерную музыку; особняком стоит Большая месса ми бемоль мажор. Он также занимался разного рода обработками и переложениями — в частности, переложил Большую фугу Бетховена Op. 133 для фортепиано в четыре руки (это переложение не устроило Бетховена, и он выполнил другое сам). Среди учеников Хальма были, в частности, Стефан Геллер, Адольф Гензельт и Юлиус Эпштейн.